# 艾咪·貝爾
艾咪·貝爾（英語：Amy Belle；1981年—）是一位出身於蘇格蘭格拉斯哥的女性歌手。她最為人所知的演出是在2004年10月於皇家阿尔伯特音乐厅與洛·史都華合唱他的名曲《I Don't Want To Talk About It》.
這次的合唱影片被上傳到洛·史都華的官方youtube頻道上，於2024年8月時，已經有超過9億9千萬的觀看數。

## 經歷
艾咪在蘇格蘭的格拉斯哥出生和成長，她是家中3名子女中年紀最小的。17歲時她離開家鄉，前往倫敦尋求她的音樂夢。2001年間，她曾加入名為Alice Band的實驗性民謠流行（pop-folk）樂團，；2004年間，有次她於地下鐵車站演出時，被一位洛.史都華的友人發掘，並把她介紹給了洛.史都華，也才會有2人令人難忘的合唱。
艾咪之後與洛.史都華的經紀人簽約，並搬到洛杉磯開展她的音樂生涯。她曾與門戶樂團（The Doors）鍵盤手雷·曼札克（Ray Manzarek）和吉他手羅比·克雷格（Robby Krieger）合作錄置單曲，並為麥莉·希拉（Miley Cyrus）寫了2曲歌，分別是「Talk Is Cheap」和「Giving You Up」。

## 私人生活
艾咪已婚，先生是律師。

## 參照
1. 1 2  Booth, Samantha. . dailyrecord. 2007-11-09  [2019-06-01]. （原始内容存档于2019-06-01）.
2. ↑  . Last.fm.   [2019-06-01]. （原始内容存档于2020-09-19）.
3. ↑  . www.bbc.co.uk.   [2020-07-14]. （原始内容存档于2016-06-04）.